# Wargame Construction Set
Wargame Construction Set è un videogioco strategico a turni pubblicato nel 1986-1990 per i computer Amiga, Atari 8-bit, Atari ST, Commodore 64 e MS-DOS dalla Strategic Simulations. Permette di affrontare battaglie tattiche terrestri a varie scale tra due fazioni, in qualunque ambientazione; fornisce otto scenari predefiniti e un completo editor di livelli, al quale si riferisce il titolo.
Ci furono due seguiti, Wargame Construction Set II: Tanks! (1994) e Wargame Construction Set III: Age of Rifles 1846-1905 (1996), entrambi solo per MS-DOS e più focalizzati su un solo periodo storico.

## Modalità di gioco
Il gioco è un wargame a scenari, contro il computer o tra due giocatori. Una partita è una battaglia con fino a 31 differenti unità per parte, che possono rappresentare armate molto varie di ogni epoca. Possono essere presenti anche unità navali e aeree (elicotteri o equivalenti), nonché artiglieria di supporto che spara da fuori dello scenario. 
La battaglia si svolge su una mappa a scorrimento multidirezionale, con l'opzione solo su Amiga e DOS di zoomare per ingrandire la zona. Le unità si muovono in orizzontale e verticale su una griglia ideale di caselle quadrate. Il controllo è tramite un cursore, che quando passa su un'unità ne mostra le principali statistiche. Sono presenti limitati effetti sonori, in genere rumori di armi da fuoco moderne, che possono risultare inadatti all'ambientazione.
Si gioca a turni, suddivisi in una sequenza fissa di fasi: fase di osservazione, fasi di movimento alternate a due fasi di fuoco per ciascuno schieramento, infine fase di conteggio dei punti vittoria, che misurano il successo dei due schieramenti, ed eventuale fase di salvataggio su disco.
Le regole sono un po' diverse nelle partite a due giocatori, in particolare cambiano le fasi: non c'è la fase di osservazione, ma ci sono in più le fasi di fuoco difensivo, e se presente le fasi di artiglieria esterna. Altre possibilità solo per due giocatori includono il fuoco di opportunità (sparare durante la fase di movimento avversaria), trincerare le unità, tenere bloccate unità avversarie sotto il proprio fuoco.
L'editor permette di creare scenari ex novo o di modificare quelli esistenti. Si può disegnare la mappa, visualizzata come durante il gioco, usando un menù grafico con i simboli degli elementi da posizionare tramite cursore. Ogni casella può essere occupata da immagini variabili di foresta, edifici, colline, strade, fiumi, ponti, mine. I tipi di terreno e i loro effetti sulle unità non sono personalizzabili, ma si possono modificare i colori. La scala della mappa può variare su quattro livelli, alla più bassa le unità possono rappresentare idealmente singoli soldati, alla più alta intere divisioni; ciò non cambia il numero totale di caselle, ma la distanza rappresentata da ogni casella e l'aspetto grafico di alcuni terreni. La mappa si può anche stampare, in caratteri ASCII.
Le capacità di ogni unità sono definite da 12 criteri personalizzabili: potenza di fuoco, difesa, assalto, movimento, resistenza (punti ferita), raggio di tiro, tipo di fuoco (orientato ai tempi moderni, determina l'effetto sonoro e poco altro), tipo di unità (ce ne sono 9 tra fanteria, carri, ecc.; influenza la mobilità sui terreni e alcune capacità speciali), trasportabilità, trincerabilità, blindatura e antiblindatura. Per le unità controllate dal computer si definisce anche l'aggressività. Si può far entrare in scena l'unità a un determinato turno. I simboli che rappresentano le unità sono selezionabili tra 74 icone predefinite e non modificabili. Per creare più unità uguali o simili c'è una funzione di duplicazione.
Gli scenari già inclusi sono 8, cinque pensati per giocatore singolo e tre per multigiocatore. Le ambientazioni sono due sulla seconda guerra mondiale (Battaglia di Arras e Offensiva delle Ardenne), due moderne imprecisate (di cui una con la Delta Force), una extraterrestre, una sulla terza guerra mondiale, una sulla guerra civile americana (Prima battaglia di Bull Run) e un assalto a un castello medievale. Il manuale cartaceo propone in dettaglio, come primo esercizio, la creazione di uno scenario fantasy.
Il programma è in inglese, ma per Atari ST uscì anche in francese, mentre per MS-DOS esiste un'edizione dotata di solo manuale in francese.

## Sviluppo
Wargame Construction Set venne progettato da Roger Damon che, come ricordato sulla confezione, aveva già progettato NAM e Field of Fire per la Strategic Simulations. Secondo la rivista Computer Gaming World, era basato fondamentalmente sul codice sorgente di precedenti titoli di Roger Damon: Operation Whirlwind, Field of Fire, Panzer Grenadier. La prima versione realizzata fu quella per Atari 8-bit 48k, uscita nell'ottobre 1986 in Nordamerica. Le conversioni per gli altri computer seguirono negli anni successivi, l'ultima fu quella per Amiga, uscita intorno all'inizio del 1991; una prima versione Amiga era prevista da molto prima, ma rimase vaporware, mentre la versione effettiva fu una conversione da quella DOS. Era prevista anche un'edizione per Apple II, mai realizzata.

## Accoglienza
Le recensioni ricevute ai suoi tempi da Wargame Construction Set furono variabili, il più delle volte positive. Di solito la caratteristica considerata più notevole era naturalmente l'editor di scenari. Alcune delle testate più entusiaste (con giudizi intorno all'8 su 10), comunque, evidenziavano come principale difetto la rigidità della struttura generale del gioco, con meccanismi come la sequenza delle fasi che non sono modificabili. Certe funzioni non sono realizzabili, ad esempio attacco multiplo o unità stealth, e possono essere un limite anche le dimensioni fisse della mappa.
Nelle versioni Atari 8-bit e Commodore 64 manca inoltre la possibilità di dare nomi esplicativi alle unità. Punto debole della versione Commodore 64 è anche la grafica minimale, sebbene sia un fattore poco importante per il giudizio complessivo.
All'epoca la Strategic Simulations aveva mediamente più successo di vendite con i videogiochi di ruolo che con gli wargame, con ampio margine, ma Wargame Construction Set fu un'eccezione: fu inaspettatamente il primo gioco dell'azienda a superare le 60 000 copie vendute.